# Ernst Josephson

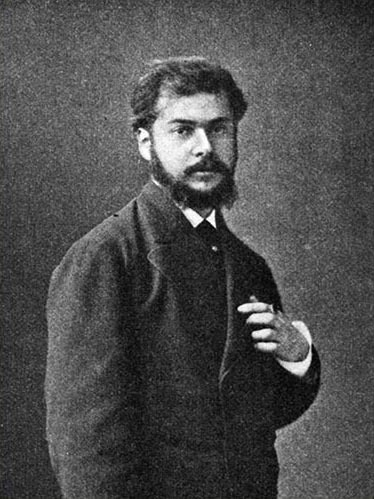
Ernst Josephson, en una fotografía anónima, s.f.

Ernst Abraham Josephson (Estocolmo, 1851-1906) fue un pintor y escritor sueco del siglo XIX, influido por el Impresionismo y el Simbolismo. Fue abuelo del actor y escritor sueco Erland Josephson.

## Trayectoria
Su familia era una influyente familia judía de Estocolmo. Conoció desde su juventud las escuelas pictóricas europeas a través de viajes de estudios a Francia, Holanda e Italia, entre otros lugares. 
Sus primeras pinturas muestran cierta cercanía a los presupuestos de la Hermandad Prerrafaelista, que había sido fundada en 1845 en Inglaterra; se aprecia en ellas un vivo interés por reflejar las costumbres populares de manera precisa y un tanto idealizada. Muchas de estas obras tempranas fueron retratos, plasmados con un colorido rico, de raigambre impresionista, como sucede con el de Pontus von Fürstemberg. El escritor William Butler Yeats, en un panegírico de agradecimiento a Suecia por su Premio Nobel (La Generosidad de Suecia, 1925), dirá de estas primeras obras: Su pintor [Josephson] estaba enteramente preocupado en la personalidad del modelo; luz, color, diseño, todo, debía ser subordinado a esto.

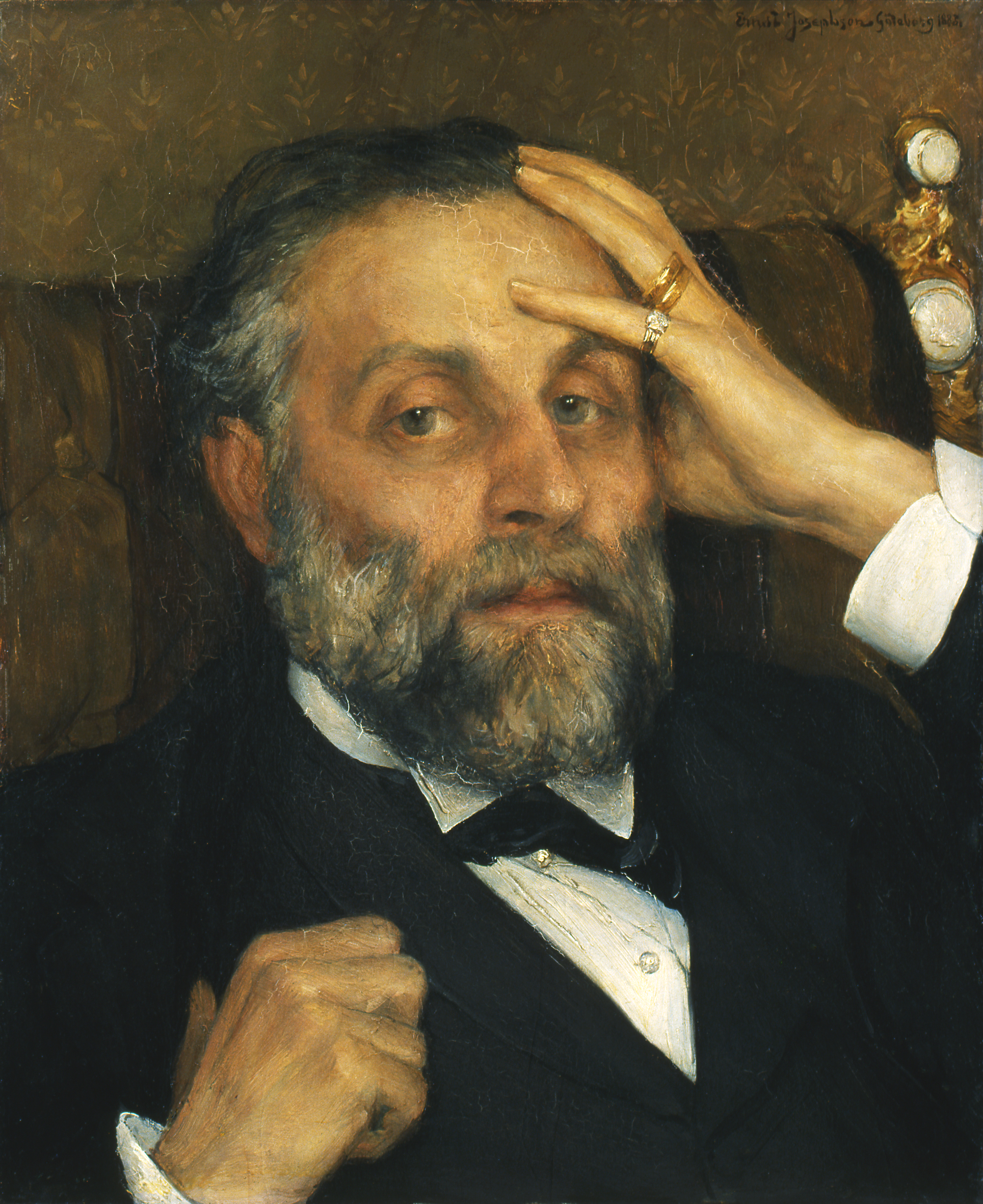
Ernst Josephson: Retrato de Pontus von Fürstemberg, 1883. Museo Judío, Estocolmo.

Sin embargo, estos prometedores inicios se vieron frenados en parte por ciertos síntomas de inestabilidad mental. Hacia 1871 declaró haber visto, durante un paseo campestre por Noruega, la figura de una ondina o espíritu de las aguas, tema que desarrollará en un famoso ciclo de pinturas. En 1887 marcha a la Bretaña francesa, donde da rienda suelta a todas estas visiones con la ayuda de un médium de la localidad de Bréhat. La familia del artista, sin embargo, logró que volviera a Suecia, siendo internado en un hospital de Upsala. Es posible que la esquizofrenia que le fue diagnosticada estuviera agravada por la sífilis, que había contraído de joven.
A pesar de los crecientes ataques, Josephson continuó con sus actividades artísticas. Su pintura se apartó del costumbrismo brillante y optimista de sus primeros tiempos, y, aunque atenta a la realidad cotidiana, adquirió tintes sombríos, altamentes expresivos. Su paleta se oscureció, bajo el influjo de ciertos pintores barrocos, significativamente Velázquez, cuya huella es palpable en el cuadro Herreros españoles, muy cercano a la pintura de José Gutiérrez Solana; en algunos casos, las formas se abrevian y aparecen como abocetadas, como se ve en su famosa serie sobre Nöck, el genio de las aguas, figura de la mitología escandinava que "atrae y pierde a los humanos con su canto". En obras más avanzadas, especialmente en bocetos y obras preparatorias, la violencia de los trazos y los colores y la distorsión de las formas las acerca al expresionismo, y algunas parecen incluso prefiguración de la abstracción.
Se han destacado las analogías de su obra con la del pintor francés Gustave Moreau y con su compatriota, el literato August Strindberg, que también fue pintor. Como se ha señalado, su obra presenta "todos los elementos estridentes y contradictorios de la psique de Josephson: el judío contra el sueco, el sueño contra la realidad, el amor por la tierra contra el exilio".
Murió en Estocolmo, el 22 de noviembre de 1906.

## Galería de obras

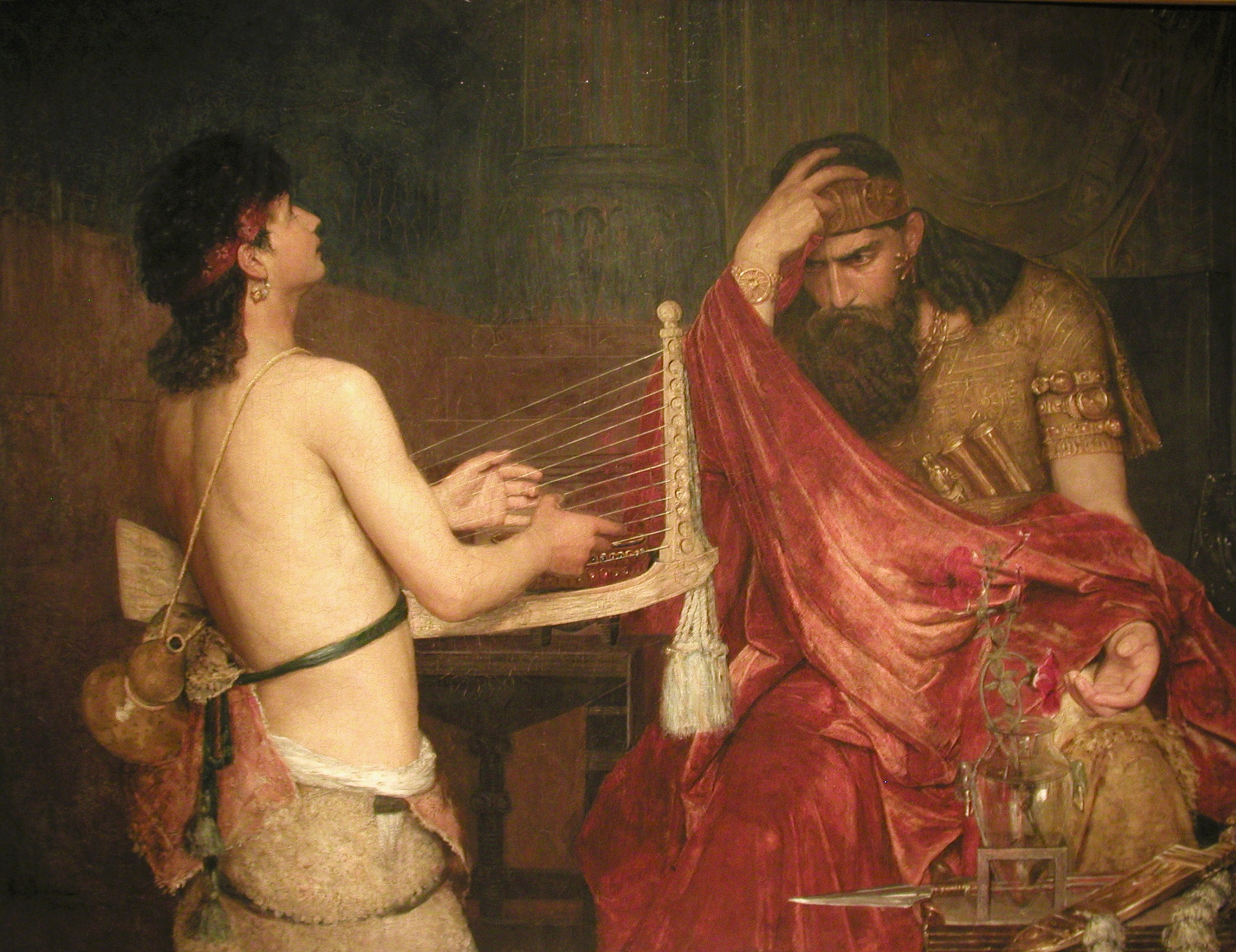
Saúl y David, 1878. Museo Nacional, Estocolmo.
Ninfa y fauno, 1878. Museo Nacional, Estocolmo.
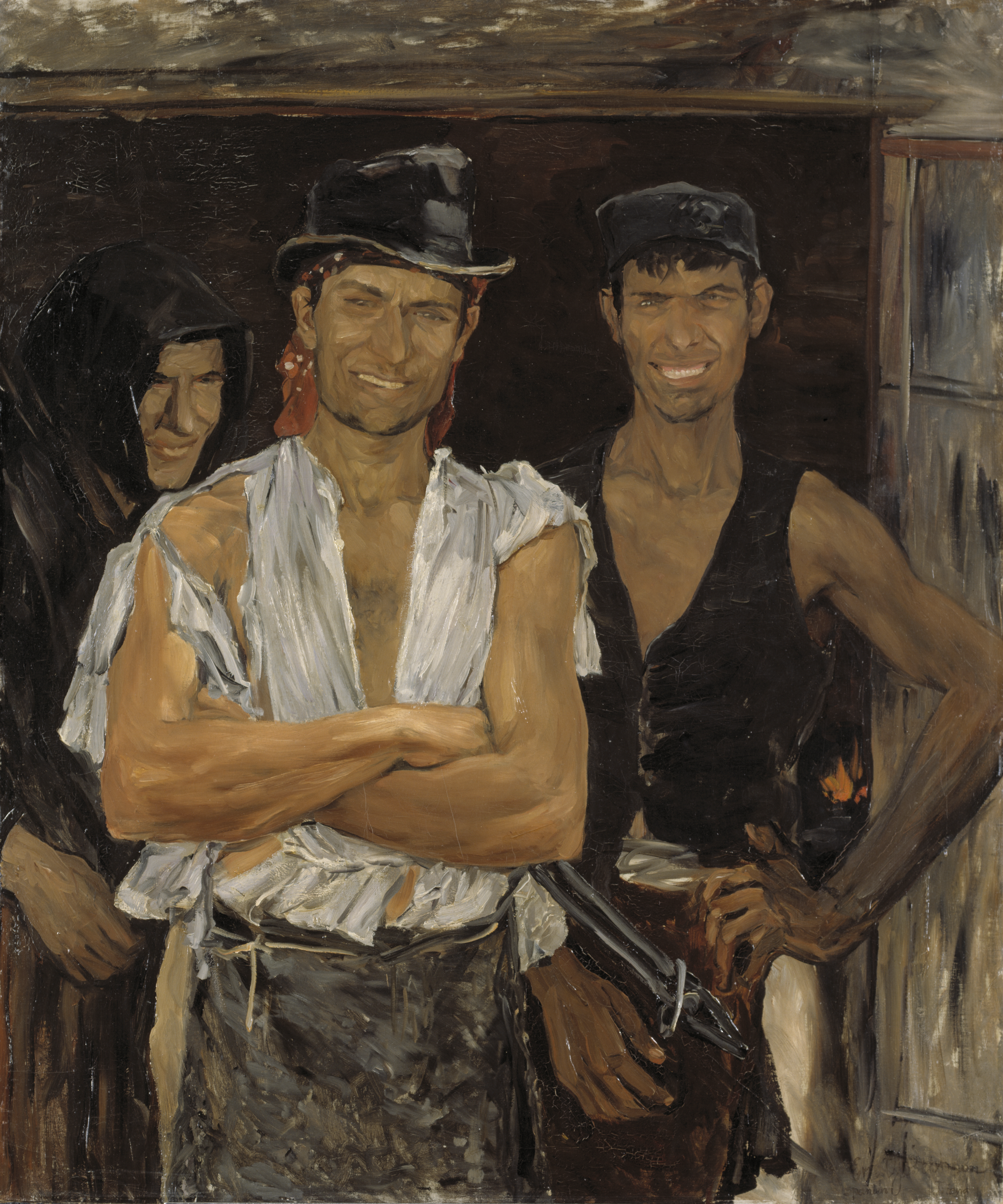
Herreros españoles, 1881. Museo Nacional, Estocolmo.
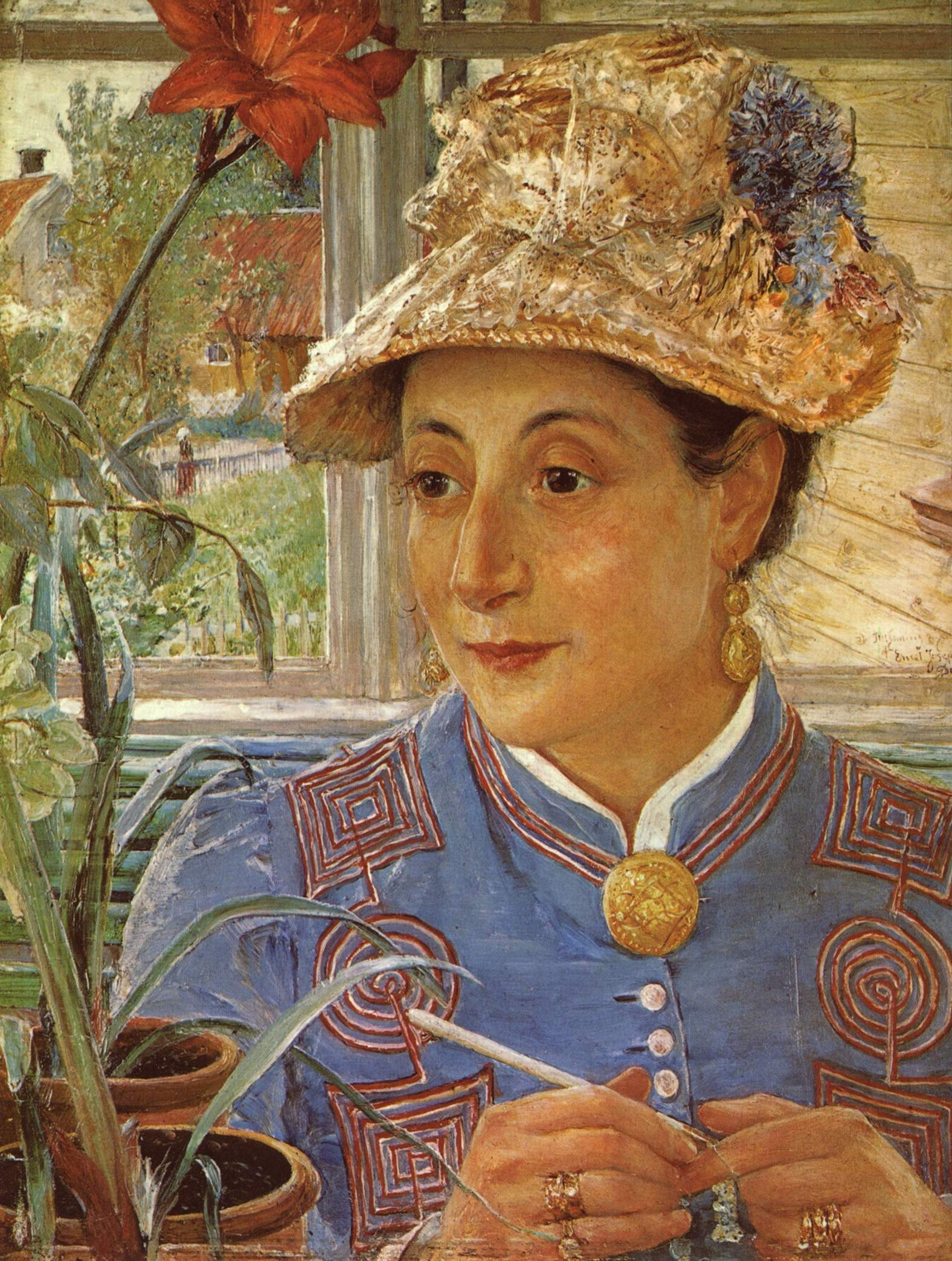
Retrato de Jeanette Rubenson, 1883. Museo de Arte, Göteborg.
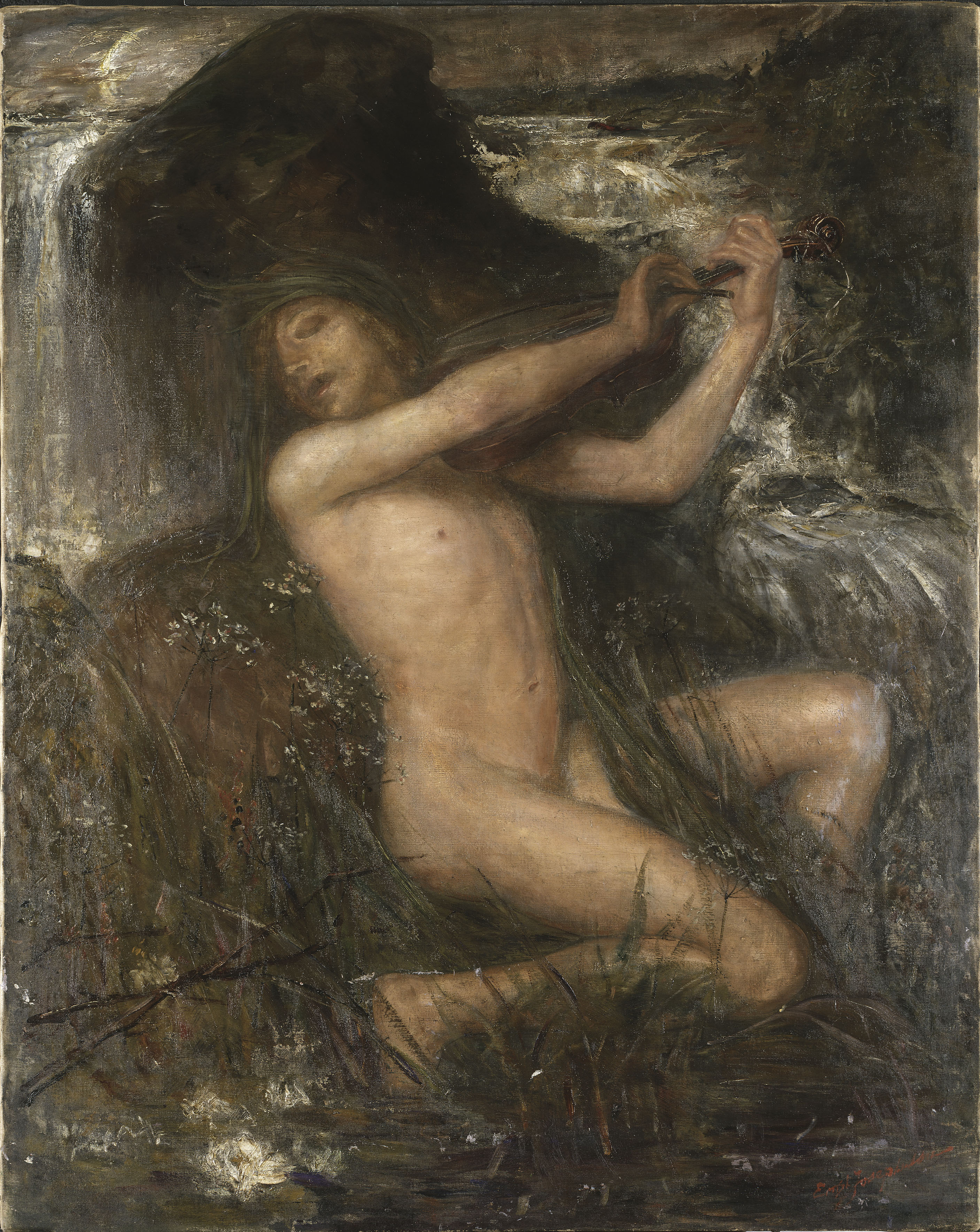
Nöck o el genio de las aguas, h. 1890. Museo Nacional, Estocolmo.